# Chlorochroman draselný
Chlorochroman draselný je anorganická sloučenina se vzorcem KCrO3Cl. Jedná se o oranžově zabarvenou draselnou sůl chlorochromanu. Příležitostně se používá k oxidaci organických sloučenin. Někdy se jí říká Péligotova sůl na počest jejího objevitele Eugèna-Melchiora Péligota.

## Struktura a syntéza
Chlorochroman draselný se původně připravoval působením kyseliny chlorovodíkové a dichroman draselný. Zdokonalený způsob zahrnuje reakci chromylchloridu a chromanu draselného:
K2CrO4 + CrO2Cl2 → 2KCrO3Cl
Sůl je tvořena tetraedrickým chlorochromanovým aniontem. Průměrná délka vazby Cr=O je 159 pm a vzdálenost Cr-Cl je 219 pm.

## Reakce
Ačkoli je stabilní na vzduchu, jeho vodné roztoky podléhají hydrolýze. Může tvořit lipofilní sůl.
Může oxidovat benzylalkohol, což je reakce, kterou lze katalyzovat kyselinou. Pro tuto reakci se častěji používá příbuzná sůl, chlorochroman pyridinia.

## Bezpečnost
Může být toxický při požití (kromě jiných komplikací může způsobit akutní otravu a poškození ledvin) nebo při styku s lidskou pokožkou (může způsobit popálení očí, podráždění, alergii nebo vředy), zejména při vdechnutí.